# Grayson
Grayson es un pueblo canadiense situado en la provincia de Saskatchewan.

## Superficie
Grayson tiene una superficie de 1,79 km².

## Demografía
En 2021, tenía 185 habitantes, una densidad poblacional de 103,2 hab./km², y 112 viviendas.